# Енергетик (футбольний клуб, Туркменбаші)
Футбольний клуб Енергетик (Туркменбаші) Марийський велаят або просто «Енергетик» — туркменський професіональний футбольний клуб із міста Туркменбаші. Проводить матчі на стадіоні «Спорт десгаси», Байрамали.

## Попередні назви
- Створений в 2010 році під назвою «Кувват».
- У 2014 році змінив назву на «Мари-ГЕС».
- У 2015 році клуб отримав свою нинішню назву - «Енергетик».

## Історія
Команду було створено в 2010 році під назвою «Кувват». У 2010-2014 виступала серед аматорських колективів у першій лізі Туркменістану під керівництвом Арсена Юзбашяна. У 2014 команда виграла Першу лігу, і отримала право участі у Вищій лізі. У 2015 році клуб змінив назву на «Енергетик» і отримав статус професійного. Так само з нового сезону клуб очолив Рахім Курбанмамедов, допомагають йому в роботі з командою Олександр Клименко та Дмитро Гасанов. Дебютна гра в Чемпіонаті Туркменістану відбулася 6 березня 2015 року, «Енергетик» був розгромлений «Ахалом» (0:6).